# Internal Affairs
Internal Affairs («Внутренние дела») — двадцать третья серия десятого сезона мультсериала «Гриффины». Премьерный показ состоялся 20 мая 2012 года на канале FOX.

## Сюжет
Питер с Гленном сидят в баре, в это время по телевизору идут новости, в которых говорится о том, что местный полицейский Джо Суонсон смог провести операцию по изъятию огромного количества наркотиков у местных наркодилеров. Джо заходит в бар, все ему аплодируют, говоря слова похвалы и радости за него. Он объявляет о том, что в его честь сегодня будет организована вечеринка и все приглашены не неё.
Идет подготовка к вечеринке. На удивление Джо, его жена, Бонни, не придаёт никакого интереса тому, насколько важно для Джо признание со стороны других. Попытки Джо пробудить в Бонни гордость за него заканчиваются неудачей. Немного опечаленный, Джо все-таки едет на вечеринку. Питер тоже собирается повеселиться, но по дороге он врезается в машину своего ненавистного врага — петуха Эрни. Происходит длительная борьба героев в городе, в космосе, в лаборатории. Как всегда, Питер побеждает Эрни, но тот до сих пор жив…
Вечеринка в самом разгаре. К Джо подходит новенькая по имени Нора, очень привлекательная девушка, которая говорит, что восхищена его работой по изъятию наркотиков. Через некоторое время Нора целует Джо, но сам Джо отодвигается от неё, понимая, что у него есть жена, которой он не может изменить.
На следующее утро в баре Джо рассказывает Гленну и Питеру о том, что произошло прошлым вечером на вечеринке. Питер и  Гленн напоминают Джо, что Бонни ему тоже когда-то изменила, и это самое время отомстить ей, чтобы всё было по-честному. Джо вспоминает, что Бонни никак не отреагировала на его достижения и успех, поэтому уже на работе он изменяет Бонни с Норой в специальной комнате для инвалидов в туалете, где есть даже камин. Уже утром  Куагмир и Гриффины приходят в дом к Суонсонам на празднования дня рождения их сына, Кевина. Так получается, что во время расспросов Джо о том, что у него было с Норой, этот разговор слышит Бонни через радионяню. В доме Суонсонов происходит скандал, Джо и Бонни, высказав своё мнение друг о друге, решают подать на развод.
На утро в доме Гриффинов Лоис спорит с Питером по поводу того, что не надо было вообще «помогать» Джо. Питер говорит с самим Джо, тот рассказывает, что никогда не забудет тот день, когда он познакомился с Бонни: был вызов в местный стриптиз-клуб, Джо, будучи ходячим работником полиции, приехал по вызову и увидел Бонни, которая танцевала на шесте. Они оба понравились друг другу. Тогда Питер с Лоис решает воссоединить Джо и Бонни: Лоис приглашает Бонни в тот самый стрип-клуб, а на пульт Джо поступает информация о беспорядках в клубе. Приехав по вызову, Джо встречаются с Бонни, звучит песня «Africa» группы Toto, которая играла во время их первой встречи в клубе. Бонни прощает Джо и предлагает станцевать для него, но сам Джо решает исполнить танец любви для своей супруги у неё на коленях.

## Рейтинги
- Рейтинг эпизода составил 2.6 среди возрастной группы 18-49 лет.
- Серию посмотрело порядка 5.35 миллиона человек.
- Серия стала самой просматриваемой в ту ночь «Animation Domination» на FOX, победив по количеству просмотров новые серии «Симпсонов», «Шоу Кливленда» и «Американского Папаши!».[1]

## Критика
- Кевин МакФарланд из A.V. Club дал эпизоду хорошую оценку B.[2]
- Картер Дотсон из TV Fanatic полностью раскритиковал серию, дав ей всего лишь 1,5/5 баллов.[3]